# Эвкалипт красноватый
Эвкалипт красноватый (лат. Eucalyptus rubida) — вечнозеленое дерево, вид рода Эвкалипт (Eucalyptus) семейства Миртовые (Myrtaceae).

## Распространение и экология
В природе ареал вида охватывает Тасманию, плоскогорья Нового Южного Уэльса (на высоте 600—1650 м над уровнем моря), субальпийский и альпийский пояс восточных и западных гор Виктории.
Один из наиболее морозоустойчивых видов. Легко переносит кратковременное понижение температуры до -12… -11 °C и продолжительное до -10… -9 °C.
На лёгких наносных или песчано-галечных почвах вырастает в прямые и большие деревья, которые за 15 лет достигают высоты 20—25 м, при диаметре ствола 35—40 см. На тяжело-глинистых и каменистых склонах растет медленно и в том же возрасте достигает высоты 7—10 м.

## Ботаническое описание
Деревья высотой до 30—45 м.
Кора гладкая, белая, часто покрыта розовыми или красными пятнами; старая кора опадает кусками или свернувшимися лентами.
Молодые листья супротивные, в большом числе пар, сидячие, яйцевидные, круглые или сердцевидные, длиной 2—6 см, шириной 2,5—5 см, ярко-сизые. Взрослые — очерёдные, черешковые, от узко до широко ланцетных, длиной 10—25 см, шириной 2—3,5 см, заострённые, светло-зелёные, блестящие.
Зонтики пазушные, трёхцветковые; ножка зонтика цилиндрическая, длиной 5—10 мм. Бутоны на ножках, сизые, яйцевидные, остроконечные, длиной 6—7 мм, диаметром 4—5 мм; крышечка полушаровидная или остроконическая, по длине равная трубке цветоложа; пыльники почти обратносердцевидные, открывающиеся параллельными щелями; железка на спинной стороне, яйцевидная, довольно большая.
Плоды сидячие или на коротких плодоножках, яйцевидные или кубарчатые, длиной 5—6 мм, диаметром 6—7 мм, обычно сизые; диск выпуклый; створки дельтовидные, выступающие.
На родине цветёт в январе — феврале; на Черноморском побережье Кавказа — в мае — июне.

## Значение и применение
Древесина розовая, среднего качества; используется в строительстве и как топливо.
Листья содержат эфирное (эвкалиптовое) масло, состоящее из пинена, цинеола, пинеола, фелландрена, эфиров и сесквитерпенов.

## Классификация

### Представители
В рамках вида выделяют ряд подвидов:
- Eucalyptus rubida subsp. barbigerorum L.A.S.Johnson & K.D.Hill
- Eucalyptus rubida subsp. canobolensis L.A.S.Johnson & K.D.Hill
- Eucalyptus rubida subsp. rubida
- Eucalyptus rubida subsp. septemflora L.A.S.Johnson & K.D.Hill

### Таксономия
Вид Эвкалипт красноватый входит в род Эвкалипт (Eucalyptus) подсемейства Myrtoideae семейства Миртовые (Myrtaceae) порядка Миртоцветные (Myrtales).
|  |                                      |  |                                                             |                                                             |                    |  | ещё 13 семейств (согласно Системе APG II) | ещё 13 семейств (согласно Системе APG II)    |                                              |  |  |  | ещё 130 родов       | ещё 130 родов            |  |  |
|  |                                      |  |                                                             |                                                             |                    |  | ещё 13 семейств (согласно Системе APG II) | ещё 13 семейств (согласно Системе APG II)    |                                              |  |  |  | ещё 130 родов       | ещё 130 родов            |  |  |
|  |                                      |  |                                                             | порядок Миртоцветные                                        |                    |  |                                           |                                              | подсемейство Миртовые                        |  |  |  |                     | вид Эвкалипт красноватый |  |  |
|  |                                      |  |                                                             | порядок Миртоцветные                                        |                    |  |                                           |                                              | подсемейство Миртовые                        |  |  |  |                     | вид Эвкалипт красноватый |  |  |
|  | отдел Цветковые, или Покрытосеменные |  |                                                             |                                                             | семейство Миртовые |  |                                           |                                              | род Эвкалипт                                 |  |  |  |                     |                          |  |  |
|  | отдел Цветковые, или Покрытосеменные |  |                                                             |                                                             |                    |  |                                           |                                              |                                              |  |  |  |                     |                          |  |  |
|  |                                      |  | ещё 44 порядка цветковых растений (согласно Системе APG II) | ещё 44 порядка цветковых растений (согласно Системе APG II) |                    |  |                                           | ещё 1 подсемейство (согласно Системе APG II) | ещё 1 подсемейство (согласно Системе APG II) |  |  |  | ещё более 700 видов |                          |  |  |
|  |                                      |  |                                                             | ещё 44 порядка цветковых растений (согласно Системе APG II) |                    |  |                                           |                                              | ещё 1 подсемейство (согласно Системе APG II) |  |  |  |                     |                          |  |  |